# Villanova del Battista
Villanova del Battista là một đô thị (commune) thuộc tỉnh Avellino trong vùng Campania của Ý. Villanova del Battista có diện tích km2, dân số là người (thời điểm ngày).